# Шинкиокушинкай
Шинкиокушинкай e направление в бойното изкуство киокушин. Името му се превежда като „Нов Киокушинкай“. Целта на организацията е съхраняването на принципите заложени от основателя на Киокушин, Сосай Масутацу Ояма.

## Организация
Шинкиокушинкай е най-голямото от трите направления получили се след разпада на ИКО – организацията създадена от Ояма Сосай. Запазва принципите следвани от Ояма за непрофесионален характер на организацията в съответствие с принципите на Будо. Президент е Шихан Кенджи Мидори световен шампион от последното световно първенство на обединената ИКО през 1991 г.
В България WKO-Shinkyokushinkai се представлява от ФБКШ – Федерация Българско Карате Шинкиокушин с председател Шихан Борис Николов, който е и член на управителния съвет на Европейската Карате Организация – ЕКО.

## Български успехи
Шинкиокушинкай е най-развитото и най-многобройното направление в българския Киокушин. Българските състезатели в това направление постигат най-големите успехи за България.
- Валери Димитров става трикратен световен шампион в категория 80 кг през 2005 и в тежка категория през 2009 г. И 2013 г., и 19 кратен европейски шампион в категориите 80, 90, +90 и абсолютна (без категории).
- Димитър Стефанов Попов става петкратен европейски шампион.
- Елена Башкехайова става първата българка европейска шампионка в кумите.
- Виолета Литовска е втората българка европейска шампионка в кумите.
- Иванка Делева става първата българка с европейска титла в отворената категория.